# Droga wojewódzka 468
Die Droga wojewódzka 468 (DW 468) ist eine Woiwodschaftsstraße in der polnischen Woiwodschaft Pommern. Sie führt entlang der Danziger Bucht (Zatoka Gdańska) und verbindet die Teile der Dreistadt Gdańsk (Danzig), Sopot (Zoppot) und Gdynia (Gdingen) miteinander, die heute allerdings auch auf der Ausbaustrecke der Droga ekspesowa 6 (S 6) umfahren werden können.
Die DW 468 verbindet die Droga krajowa 1 (DK 1) / Europastraße 75 Gdańsk – Tczew (Dirschau) – Łódź (Lodsch) – Cieszyn (Teschen)/Tschechien mit der Droga krajowa 6 (DK 6) / Europastraße 28 Gdynia – Koszalin (Köslin) – Szczecin (Stettin) (– Berlin). Ihre Gesamtlänge beträgt 26 Kilometer.
Zwischen Danzig und Ciessau (Gdynia-Cisowa) verläuft die DW 468 auf der Trasse der ehemaligen deutschen Reichsstraße 2, die von Dirschau (Tczew) über Köslin – Stettin – Berlin bis an die deutsch-österreichische Grenze bei Mittenwald/Scharnitz führte (heute ab polnisch-deutschem Grenzübergang Rosówek (Neu Rosow)/Rosow als Bundesstraße 2).

## Straßenverlauf
Woiwodschaft Pommern
- Gdańsk (Danzig)

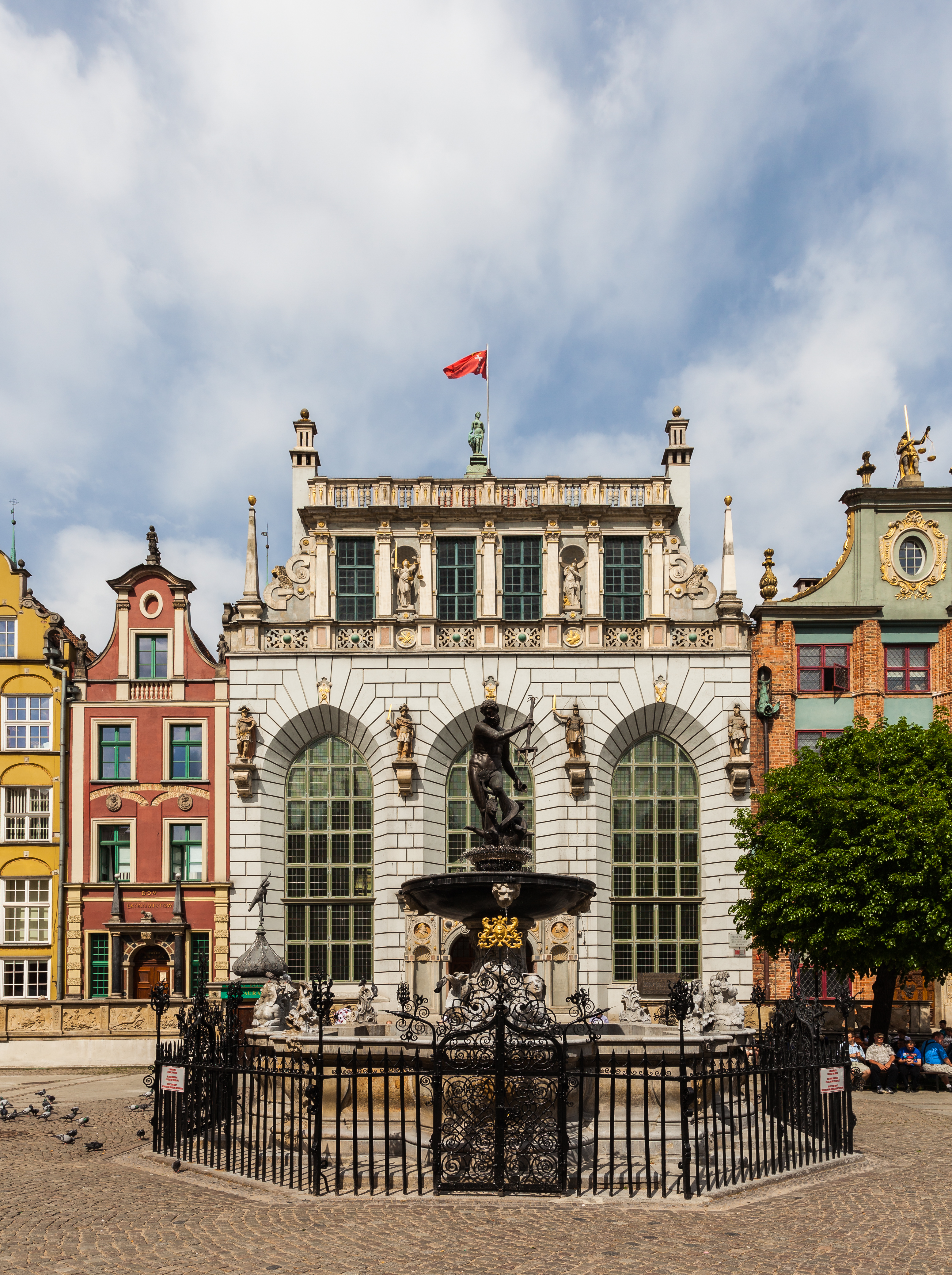
Gdańsk (Danzig)

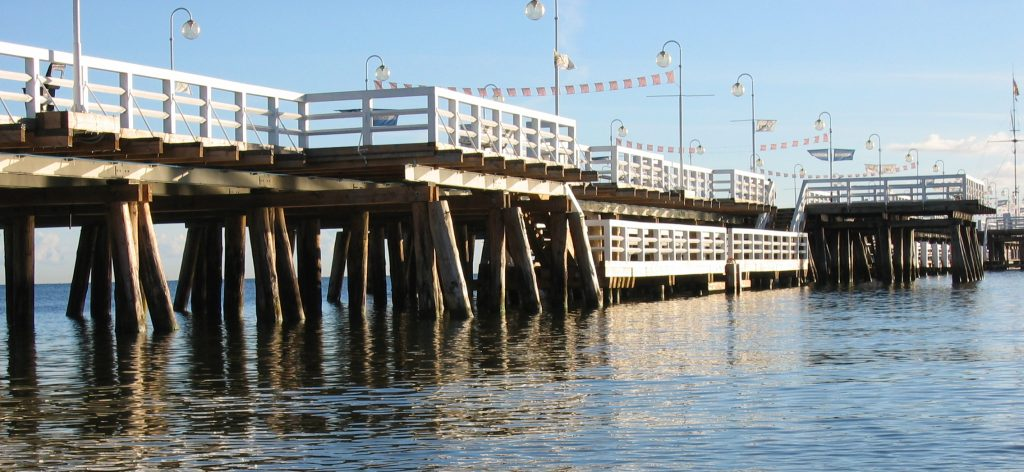
Sopot (Zoppot)

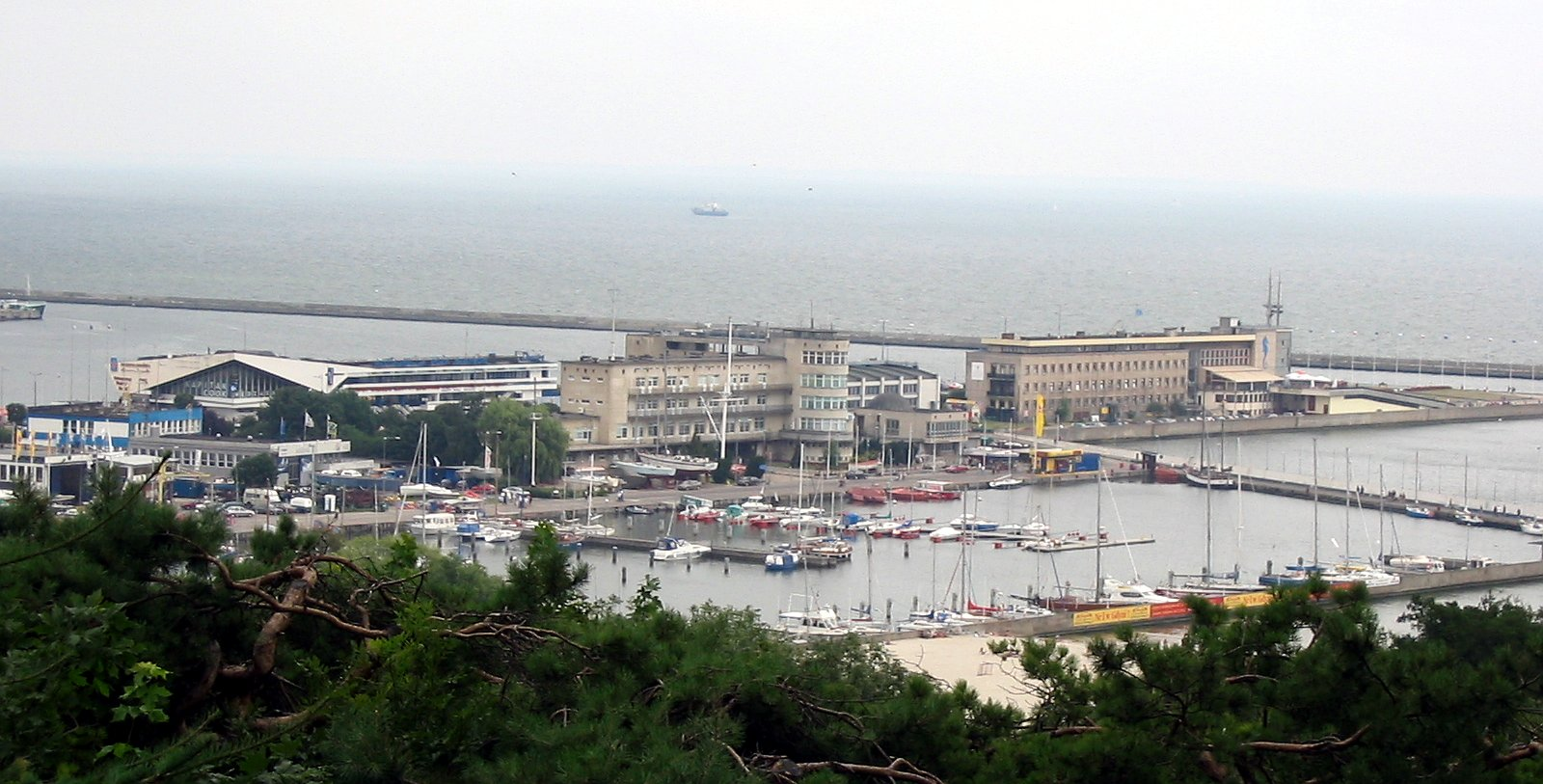
Gdynia (Gdingen)

  - Gdańsk-Śródmieście (Innenstadt) (DK 1 / Europastraße 75 Richtung Tczew (Dirschau) – Łódź (Lodsch) – Cieszyn (Teschen)/Tschechien)
  - Gdańsk-Wrzeszcz (Langfuhr) (DW 472 nach Gdańsk-Matarnia zur S 6)
  - Gdańsk-Oliwa (Oliva) (DW 218 Richtung Chwaszczyno (Quaschin) – Wejherowo (Neustadt/Westpreußen) – Krokowa (Krockow))

- X Staatsbahnlinie Nr. 202: Gdańsk – Stargard  (Stargard in Pommern) X
- Sopot (Zoppot)
  - Sopot-Śródmieście (Innenstadt)
  - Sopot-Kamienny Potok (Steinfließ)

- X Staatsbahnlinie Nr. 202 (wie oben) X
- Gdynia (Gdingen)
  - Gdynia-Orłowo (Adlershorst) (DW 474 nach Gdynia-Dąbrowa (Dohnasberg) zur S 6)

- X Staatsbahnlinie Nr. 202 (wie oben) X
  - Gdynia-Śródmieście (Innenstadt)
  - Gdynia-Cisowa (Ciessau) (DK 6 / Europastraße 28 Richtung Słupsk (Stolp) – Koszalin (Köslin) – Szczecin (Stettin) – Rosow/Deutschland)